# Aldair Adulai Djaló Baldé
Aldair Adulai Djaló Baldé (sinh ngày 31 tháng 1 năm 1992), hay Aldair, là một cầu thủ bóng đá người Guiné-Bissau thi đấu cho Gil Vicente ở vị trí tiền đạo/tiền đạo chạy cánh.

## Sự nghiệp quốc tế
Aldair sinh ra ở Guiné-Bissau, và lớn lên ở Bồ Đào Nha. Anh là cầu thủ trẻ cho đội tuyển quốc gia Bồ Đào Nha trước khi chuyển sang đội tuyển quốc gia Guiné-Bissau cho Cúp bóng đá châu Phi 2017. Anh có màn ra mắt trong trận hòa 1-1 trước Gabon vào ngày 14 tháng 1 năm 2017.

### Bàn thắng quốc tế
Scores and results list Guiné-Bissau's goal tally first.
| #  | Ngày                | Địa điểm                                    | Đối thủ | Tỉ số | Kết quả | Giải đấu |
| -- | ------------------- | ------------------------------------------- | ------- | ----- | ------- | -------- |
| 1. | 25 tháng 3 năm 2017 | Sân vận động Moses Mabhida, Durban, Nam Phi | Nam Phi | 1–2   | 1–3     | Giao hữu |